# Sakesphorus
A Sakesphorus a madarak osztályának verébalakúak (Passeriformes) rendjébe és a hangyászmadárfélék (Thamnophilidae) családjába tartozó nem.

## Rendszerezésük
A nemet George Robert Gray írta le 1840-ben, az alábbi 3 faj tartozik ide:
- Sakesphorus canadensis
- Sakesphorus cristatus
- Sakesphorus luctuosus

## Előfordulásuk
Dél-Amerika területén honosak. A természetes élőhelyük szubtrópusi vagy trópusi erdők, folyók és patakok környékén. Állandó, nem vonuló fajok.

## Megjelenésük
Testhosszuk 14–17 centiméter közötti. Tollbóbitát viselnek.

## Életmódjuk
Rovarokkal és más ízeltlábúkkal táplálkoznak.